# Живучість
Живу́чість (англ. Survivability) — властивість об'єкта зберігати обмежену працездатність в умовах зовнішніх діянь, що призводять до відмов його складових частин.
Галузі застосування технічних систем критичного призначення вимагають забезпечення їх живучості. Причому засоби підвищення живучості повинні застосовуватися безпосередньо під час проектування, а живучість системи повинна оцінюватися з урахуванням можливого застосування системи і для вирішення конкретного класу задач. Живучість є притаманною властивістю систем високої складності. Її визначають не тільки для випадків деструктивних зовнішніх впливів, але і в звичайних умовах, через складність структури і поведінки системи. 
Для різних галузей техніки поняття «живучості» конкретизується відповідними нормативними документами:
- Живучість морського (річкового) об'єкта — здатність морського (річкового) об'єкта у разі пошкодження зберігати свої експлуатаційні та мореплавні якості[2].
- Живучість морської нафтогазової споруди — здатність морської нафтогазової споруди протидіяти наслідкам аварійних пошкоджень і діянь вибухів, виникненню та поширенню пожеж, нафтогазопроявлень, зберігати і відновлювати працездатність усіх технічних засобів і забезпечувати безпеку персоналу, який знаходиться на платформі, а також зберігати устаткування і майно.
- Живучість енергосистеми — здатність енергосистеми протистояти ланцюжковому розвиткові аварійних режимів[3].
- Живучість мережевої комп'ютерної системи — це здатність мережевої комп'ютерної системи виконувати основні функції під час атак, пошкоджень і аварійних ситуацій і швидко відновлювати всі функції[4].
- Живучість автоматизованої системи (АС) — здатність АС виконувати установлений обсяг функцій в умовах впливу зовнішнього середовища та відмов компонентів системи в заданих межах[5].
- Живучість матеріалу (зразка) — стадія втоми від моменту утворення втомної тріщини до граничного стану об'єкта (зразка)[6].